# Carlos Diehz
Carlos Diehz (ur. 1971) – meksykański architekt i aktor filmowy.

## Życiorys
Carlos Diehz urodził się w 1971 roku w Meksyku. Chociaż zostanie aktorem było jego marzeniem, był zbyt nieśmiały, aby występować na scenie. Ostatecznie został z zawodu architektem i pracował w tym zawodzie 30 lat.W wieku 48 lat przeprowadził się do Kanady, a 11 lat temu do miasta Vancouver. Dopiero krótko przed pandemią COVID-19 zaczął brać udział w warsztatach aktorskich i przesłuchaniach do filmów krótkometrażowych. Po raz pierwszy wystąpił w filmie krótkometrażowym z 2022 roku pt. The Vegan Vampire w reżyserii Rashi Sethi. W filmie wcielił się w Diego. W 2024 roku wcielił się w rolę kardynała Beníteza w filmie Konklawe. Rola ta została mu oficjalnie przyznana na początku grudnia 2022 roku.

## Życie prywatne
Carlos Diehz jest żonaty i doczekał się dzieci.

## Filmografia

### Filmy
- 2024: Konklawe jako kardynał Benítez

### Filmy krótkometrażowe
- 2022: The Vegan Vampire jako Diego
- 2022: It Gets Dark Too Early jako Chrysanthemum

### Podcasty
- 2024: Popcorn and Soda jako on sam